# Ioannes Visliciensis
Ioannes Visliciensis auch Joannes Vislicius (polnisch Jan z Wiślicy; * um 1485 in Wiślica an der Nida; † zwischen 1516 und 1520) war ein polnischer Humanist, Dichter, Poet und Politiker der Renaissance in Polen-Litauen.

## Leben
Ioannes Visliciensis war bürgerlicher Abstammung. Anfang des 16. Jahrhunderts studierte er an der Krakauer Akademie bei Paulus Crosnensis. 1506 legte er das Bakkalaureat ab. 1511 lernte er den Schweizer Humanisten Valentin Eck kennen, mit dem er bis zu seinem Lebensende befreundet blieb. 1514 wurde er Sekretär des Starosten von Wieluń Stanisław von Kurozwęk.

## Werke
1516 erschien in der Krakauer Druckerei von Johann Haller sein Hauptwerk das Epos Bellum Prutenum über den Preußischen Krieg in lateinischer Sprache.